# 6 mai
ianuarie • februarie • martie  • aprilie  • mai  • iunie  • iulie  • august  • septembrie  • octombrie  • noiembrie  • decembrie
6 mai este a 126-a zi a calendarului gregorian și ziua a 127-a în anii bisecți. Mai sunt 239 de zile până la sfârșitul anului.

## Evenimente

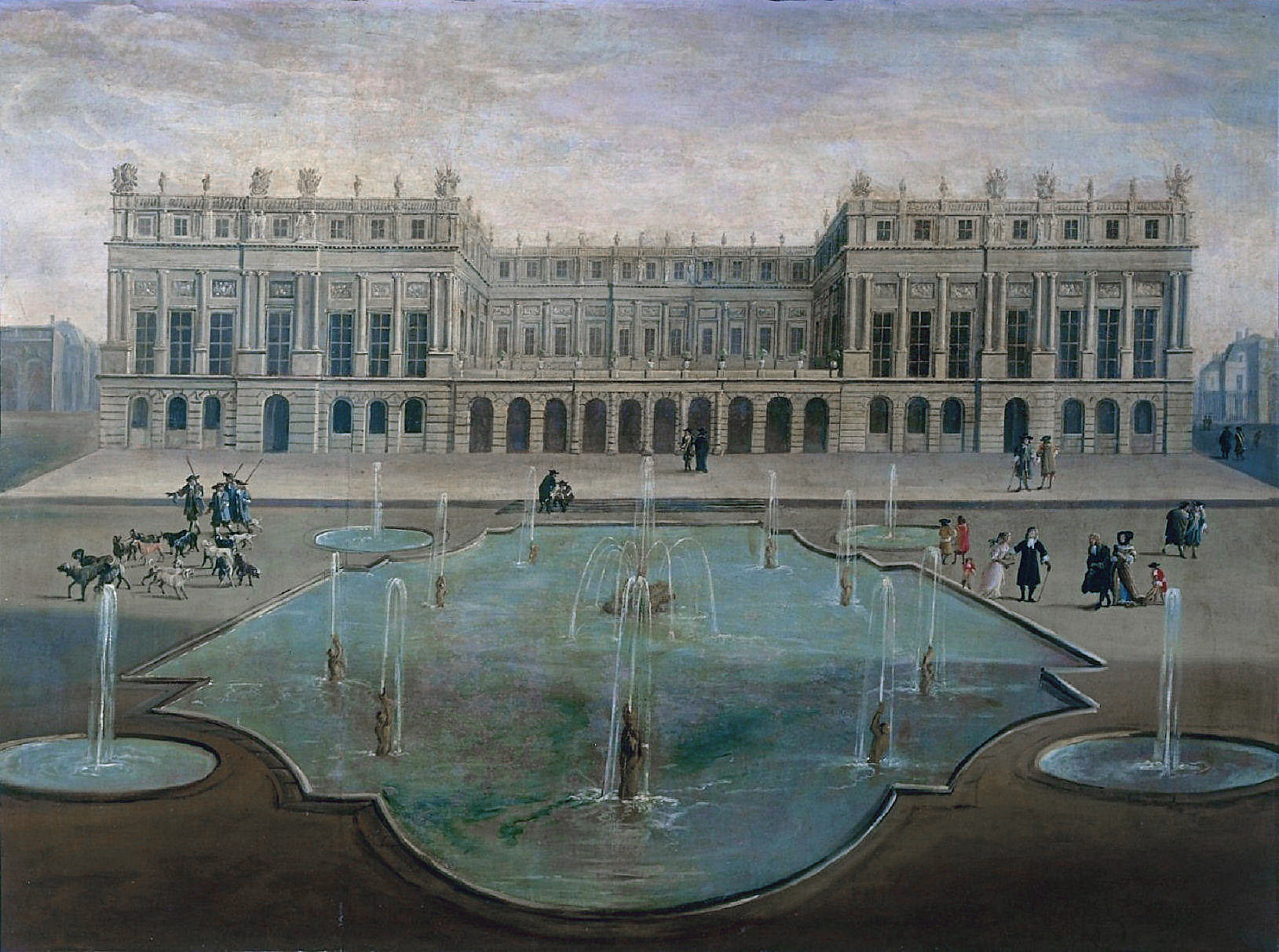
1682: Ludovic al XIV-lea al Franței își mută întreaga curte la Versailles.

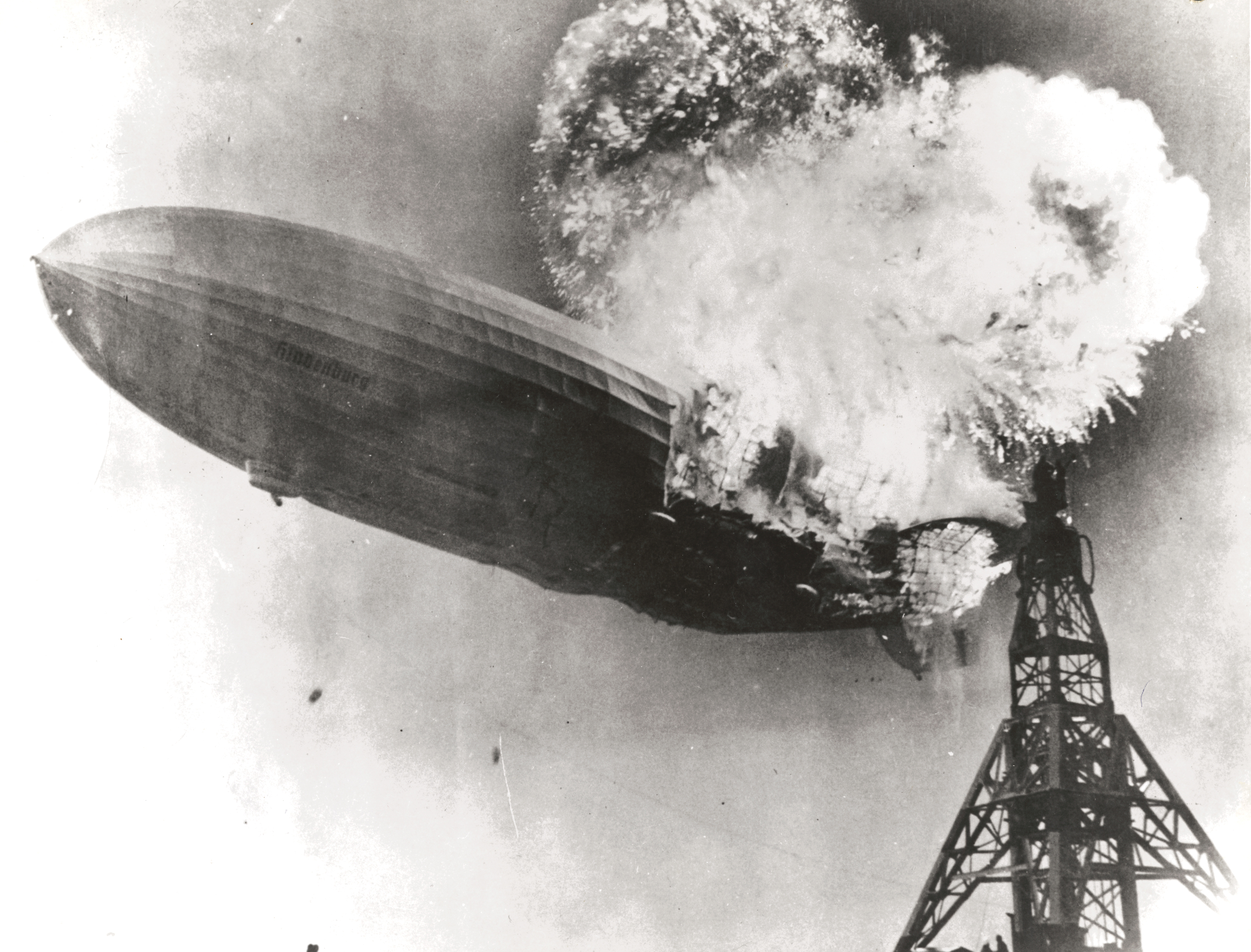
1937: Aeronava Hindenburg, cel mai mare dirijabil construit vreodată, ia foc în timp ce încerca să aterizeze la Lakenhurst, New Jersey. Victime: 36 de pasageri și membri ai echipajului.

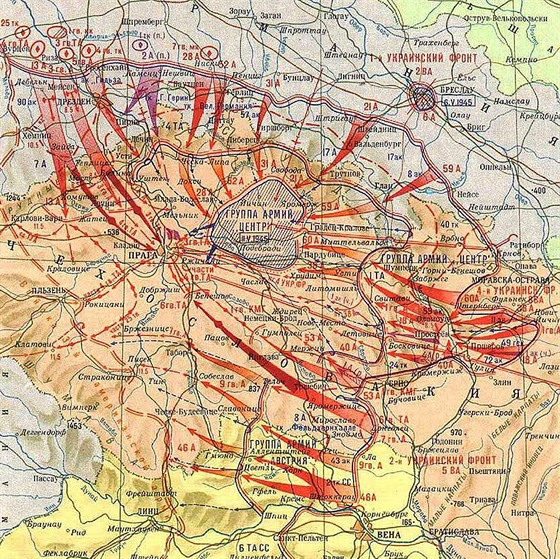
1945: Începe Ofensiva Praga, ultima bătălie majoră a frontului de est. Ofensiva a ajutat în mod semnificativ la eliberarea Cehoslovaciei în 1945.

- 1527: Trupele conduse de Carol, duce de Burbon, au invadat Roma, ucigând peste 4.000 de locuitori și jefuind orașul; mulți învățați consideră acest lucru sfârșitul Renașterii.[1]
- 1536: Regele Henric al VIII-lea ordonă ca biblii în limba engleză să fie plasate în fiecare biserică.
- 1639: A fost încheiată construcția Bisericii „Trei Ierarhi” din Iași, ctitorie a domnitorului Vasile Lupu; aici se află mormintele lui Alexandru Ioan Cuza, Dimitrie Cantemir și Vasile Lupu.
- 1682: Ludovic al XIV-lea al Franței își mută întreaga curte la Versailles. Versailles devine astfel sediul oficial al guvernului Franței.
- 1791: Prin decretul purtând această dată, Palatul Luvru din Paris a fost transformat în muzeu.
- 1849: Trupele revoluționare maghiare conduse de maiorul Imre Hatvani sunt înfrânte decisiv de către armata lui Avram Iancu.
- 1872: Înființarea Agenției Diplomatice Române la Berlin.
- 1885: A fost emis un decret regal privind aprobarea tomos-ului prin care Patriarhia de Constantinopol recunoștea Biserica Ortodoxă Română ca autocefală.
- 1888: Victor Babeș face primele vaccinări antirabice la București.
- 1889: Turnul Eiffel este deschis oficial spre vizitare publicului în cadrul expoziției universale din Paris.
- 1899: România participă la prima Conferință a Păcii, care a avut loc la Haga. La acest forum internațional se încheie Convenția asupra reglementării pașnice a conflictelor internaționale.
- 1910: George al V-lea devine rege al Marii Britanii, al Irlandei și al multor teritorii de peste mări, după moartea tatălui său, Eduard al VII-lea.
- 1915: Expediția Imperială Transantarctică: Nava Aurora scapă din ancoraj în timpul unei furtuni și începe deriva printre ghețuri care durează 312 zile.[2]
- 1919: În Afganistan începe al Treilea Război anglo-afgan. Se va termina cu un armistițiu la 8 august 1919.
- 1928: La Alba Iulia are loc o mare adunare convocată de Partidul Național Țărănesc, cu scopul de a obliga guvernul liberal să demisioneze.
- 1937: Aeronava Hindenburg, cel mai mare dirijabil construit vreodată, ia foc în timp ce încerca să aterizeze la Lakenhurst, New Jersey. Victime: 36 de pasageri și membri ai echipajului.
- 1940: John Steinbeck este laureatul premiului Pulitzer, pentru romanul său Fructele mâniei.
- 1945: Al Doilea Război Mondial: Începe Ofensiva Praga, ultima bătălie majoră a frontului de est. Ofensiva a ajutat în mod semnificativ la eliberarea Cehoslovaciei în 1945.
- 1949: Ziua de naștere a informaticii moderne. Maurice Wilkes și o echipă de la Universitatea din Cambridge au executat primul program stocat pe calculatorul EDSAC, calculator bazat pe arhitectura Neumann.
- 1954: Atletul britanic Roger Banister a devenit primul om din lume care a alergat o milă (1.601 metri) în mai puțin de patru minute.
- 1960: Peste 20 de milioane de telespectatori s-au uitat la prima nuntă regală televizată, când Prințesa Margareta s-a căsătorit cu Anthony Armstrong-Jones, la Westminster Abbey.
- 1983: "Jurnalele secrete ale lui Hitler" se dezvăluie ca o farsă după examinarea lor de către experți.
- 1984: Are loc, la Palatul Sporturilor din București, gala de adio a gimnastei Nadia Comăneci. Cu prilejul retragerii sale din activitatea competițională, gimnasta primește din partea președintelui Comitetului Internațional Olimpic, Juan Antonio Samaranch, Ordinul Olimpic.
- 1990: „Podul de flori" de peste Prut - prima deschidere a frontierelor dintre România și actuala Republica Moldova.
- 1994: Inaugurarea oficială a tunelului de sub Canalul Mânecii, considerat de experți ca „lucrarea secolului". Eurotunelul, cu o lungime de 50,3 km, situat la o adâncime cuprinsă între 25 si 45 de metri sub fundul mării, a costat 10 miliarde de lire sterline.
- 2001: Papa Ioan Paul al II-lea devine primul papă care intră într-o moschee. Evenimentul a avut loc în timpul unei călătorii în Siria.
- 2003: La Moscova este inaugurată stația de metrou Park Pobedi (Piața Victoriei), care se află la 90 de metri sub pământ.
- 2007: Nicolas Sarkozy este ales președinte al Franței. Acesta a învins-o în cursa electorală pentru președinția Franței pe socialista Ségolène Royal cu 53% din voturile exprimate.
- 2012: Candidatul socialist François Hollande câștigă turul de scrutin pentru președinția franceză împotriva lui Nicolas Sarkozy cu 51,62% din voturile exprimate.
- 2023: Regele Charles al III-lea al Regatului Marii Britanii și Irlandei de Nord este încoronat la Westminster Abbey, Londra.
- 2025: Președintele interimar al României Ilie Bolojan îl numește pe Cătălin Predoiu prim-ministru interimar.[3] Guvernul rămâne cu atribuții limitate până la formarea unui nou cabinet.
- 2025: Alegeri federale germane: Friedrich Merz este ales cancelar al Germaniei în al doilea tur de scrutin parlamentar, la câteva ore după ce a fost învins în primul tur, o premieră în istoria Germaniei de după al Doilea Război Mondial.[4][5][6]

## Nașteri
- 1501: Papa Marcel al II-lea (d. 1555)
- 1574: Papa Inocențiu al X-lea (d. 1655)
- 1747: George I, Prinț de Waldeck și Pyrmont (d. 1813)
- 1758: André Masséna, general și mareșal francez (d. 1817)
- 1758: Maximilien Robespierre, revoluționar francez (d. 1794)
- 1769: Ferdinand al III-lea, Mare Duce de Toscana (d. 1824)
- 1796: Johann Adam Möhler, teolog german, precursor al ecumenismului (d. 1838)
- 1856: Sigmund Freud, psihiatru austriac (d. 1939)
- 1868: Țarul Nicolae al II-lea al Rusiei (d. 1918)
- 1868: Gaston Leroux, scriitor francez (d. 1927)
- 1871: Victor Grignard, chimist francez, laureat al Premiului Nobel (d. 1935)

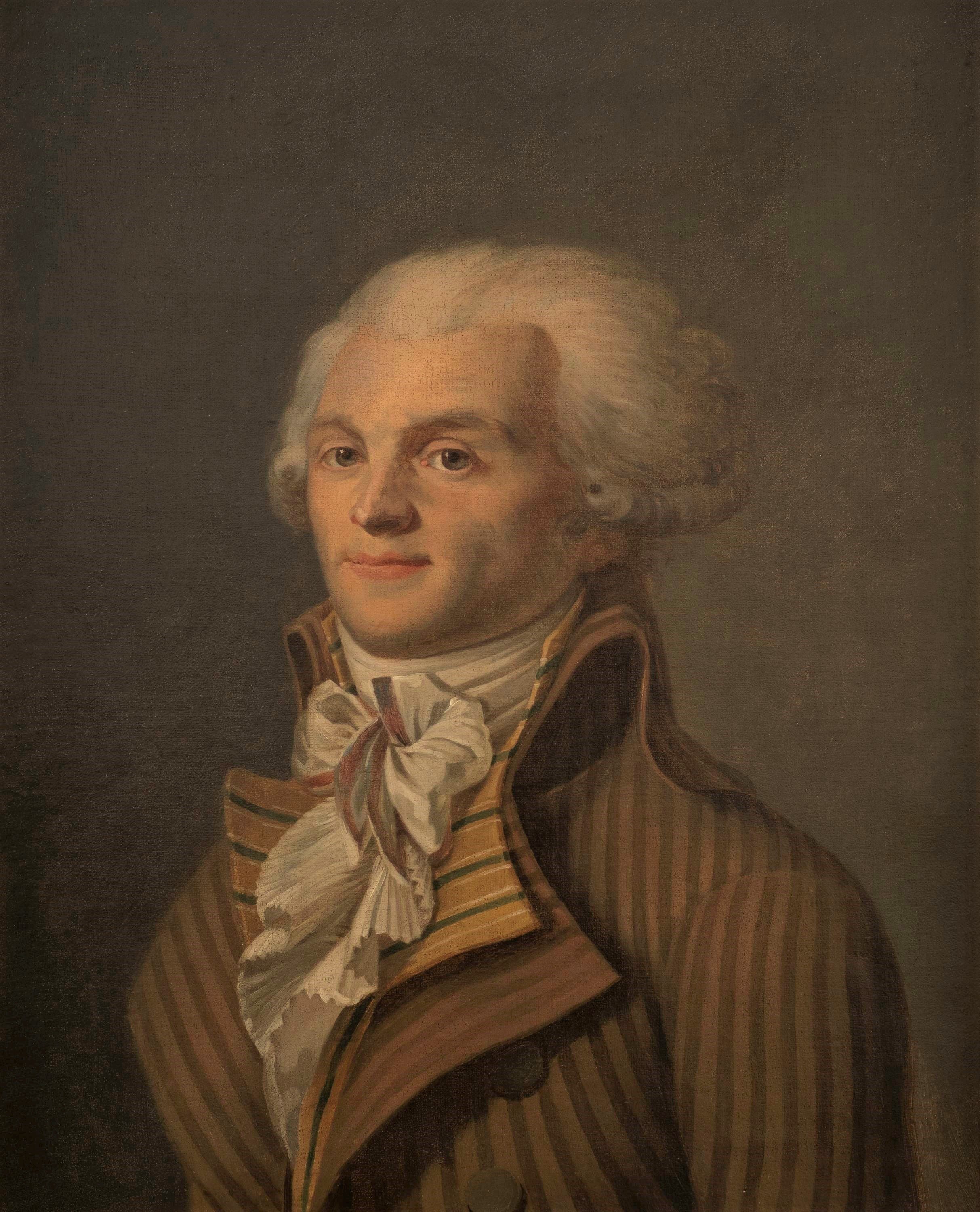
Maximilien Robespierre, revoluționar francez
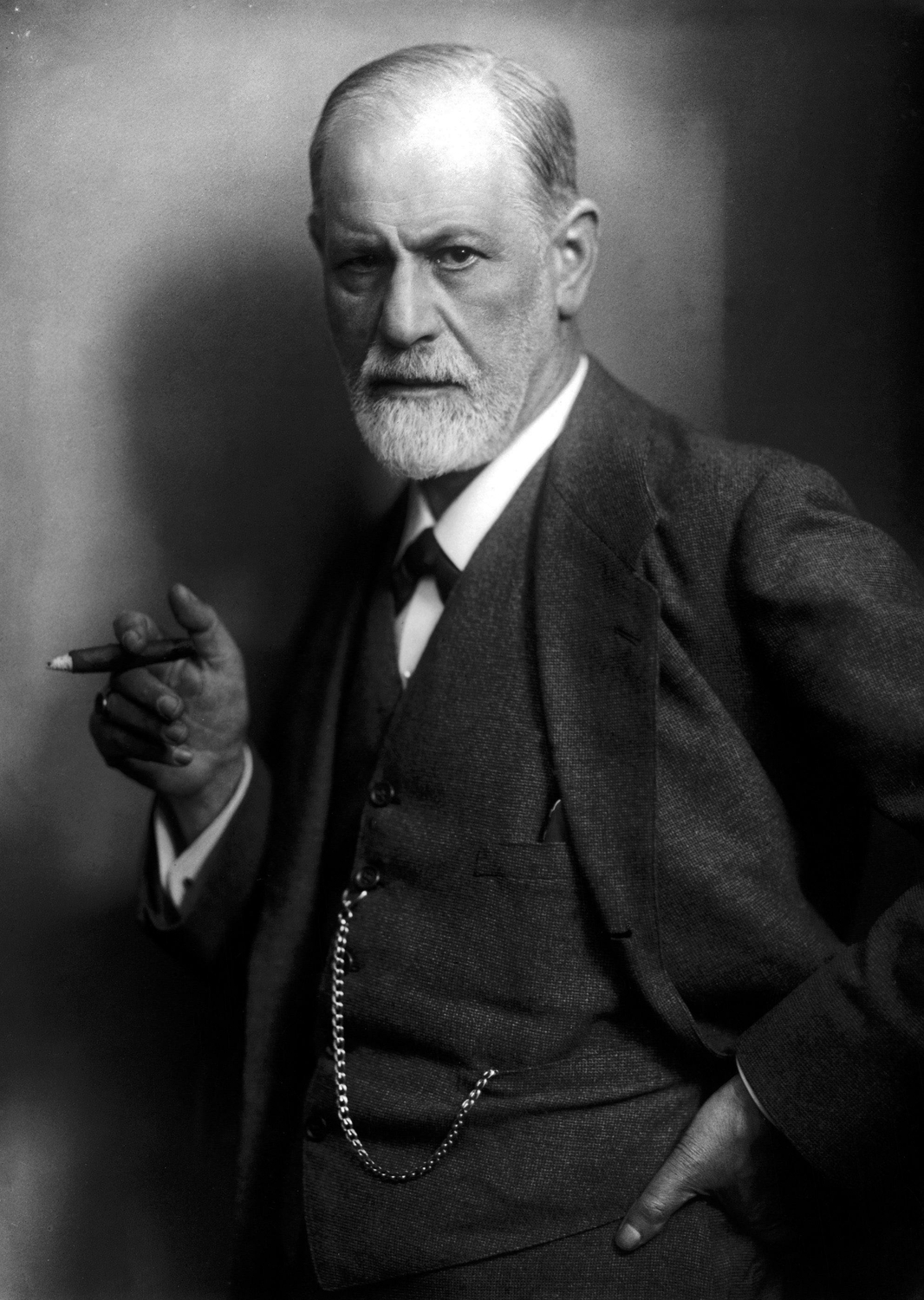
Sigmund Freud, psihiatru austriac
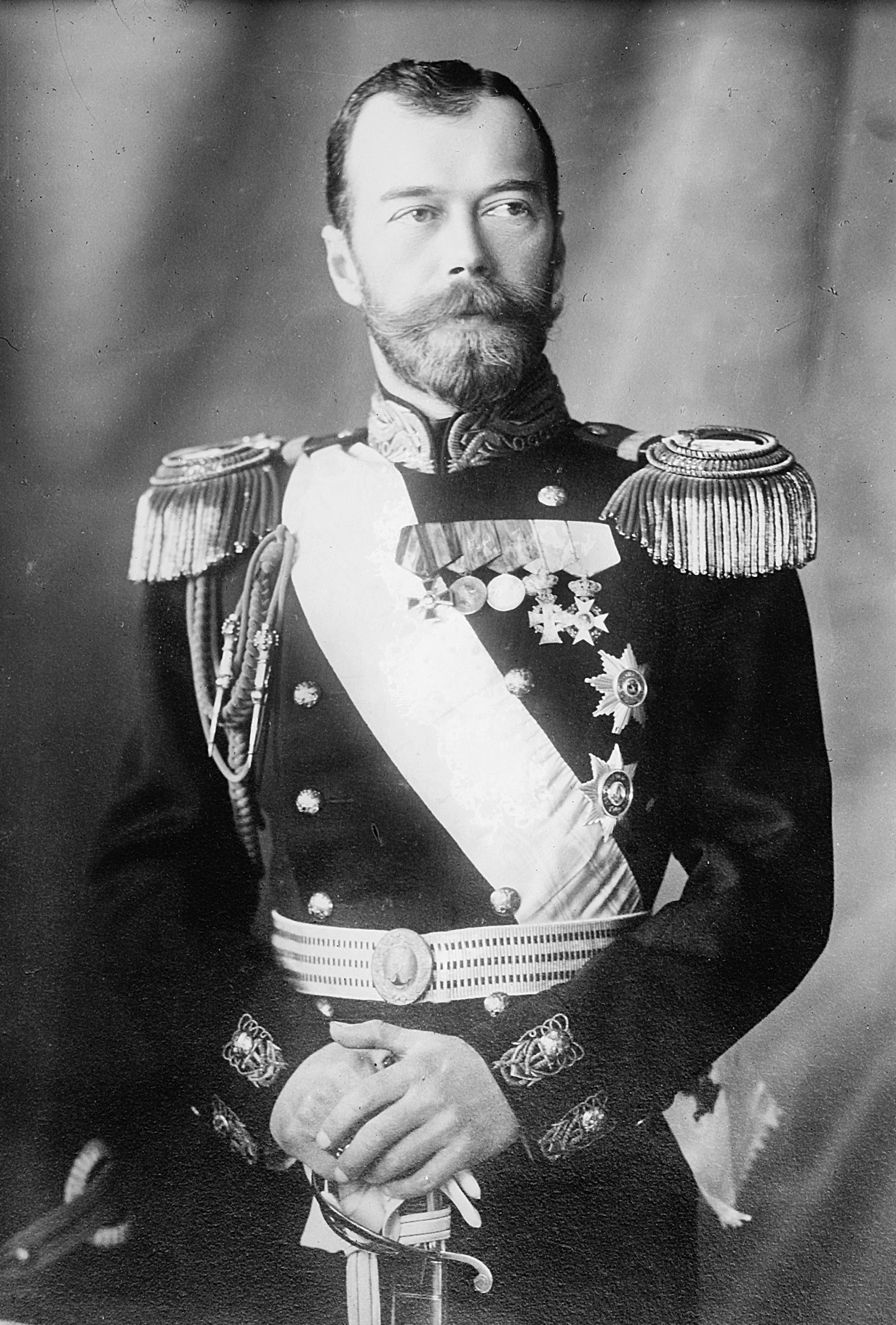
Țarul Nicolae al II-lea al Rusiei

- 1871: Christian Morgenstern, poet, scriitor și traducător german (d. 1914)
- 1872: Gemal Pașa, comandant militar și om politic turc (d. 1922)
- 1879: Bedřich Hrozný, lingvist și orientalist de origine cehă (d. 1952)
- 1880: Ernst Ludwig Kirchner, pictor german (d. 1938)
- 1882: Wilhelm, Prinț Moștenitor al Germaniei (d. 1951)
- 1890: Martin Quigley, jurnalist și editor american de reviste de cinema (d. 1964)
- 1894: Filip Lazăr, compozitor român (d. 1936)
- 1895: Rudolph Valentino, actor american de origine italiană (d. 1926)
- 1897: Karl Kurt Klein, teolog, filozof, scriitor de limba germană din România (d. 1971)
- 1905: Gheorghe Claudiu Suciu, chimist român (d. 1990)
- 1915: Orson Welles, regizor, scenarist și actor american (d. 1985)
- 1916: Robert Dicke, fizician american (d. 1997)
- 1929: Paul Lauterbur, chimist american, laureat Nobel (d. 2007)
- 1930: Dorel Dorian, dramaturg, prozator și eseist român (d. 2014)
- 1933: Mircea Chiorean, medic și profesor universitar român, co-fondator al Serviciului Mobil de Urgență, Reanimare și Descarcerare (SMURD) (d. 2016)

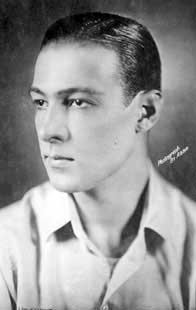
Rudolph Valentino, actor american de origine italiană
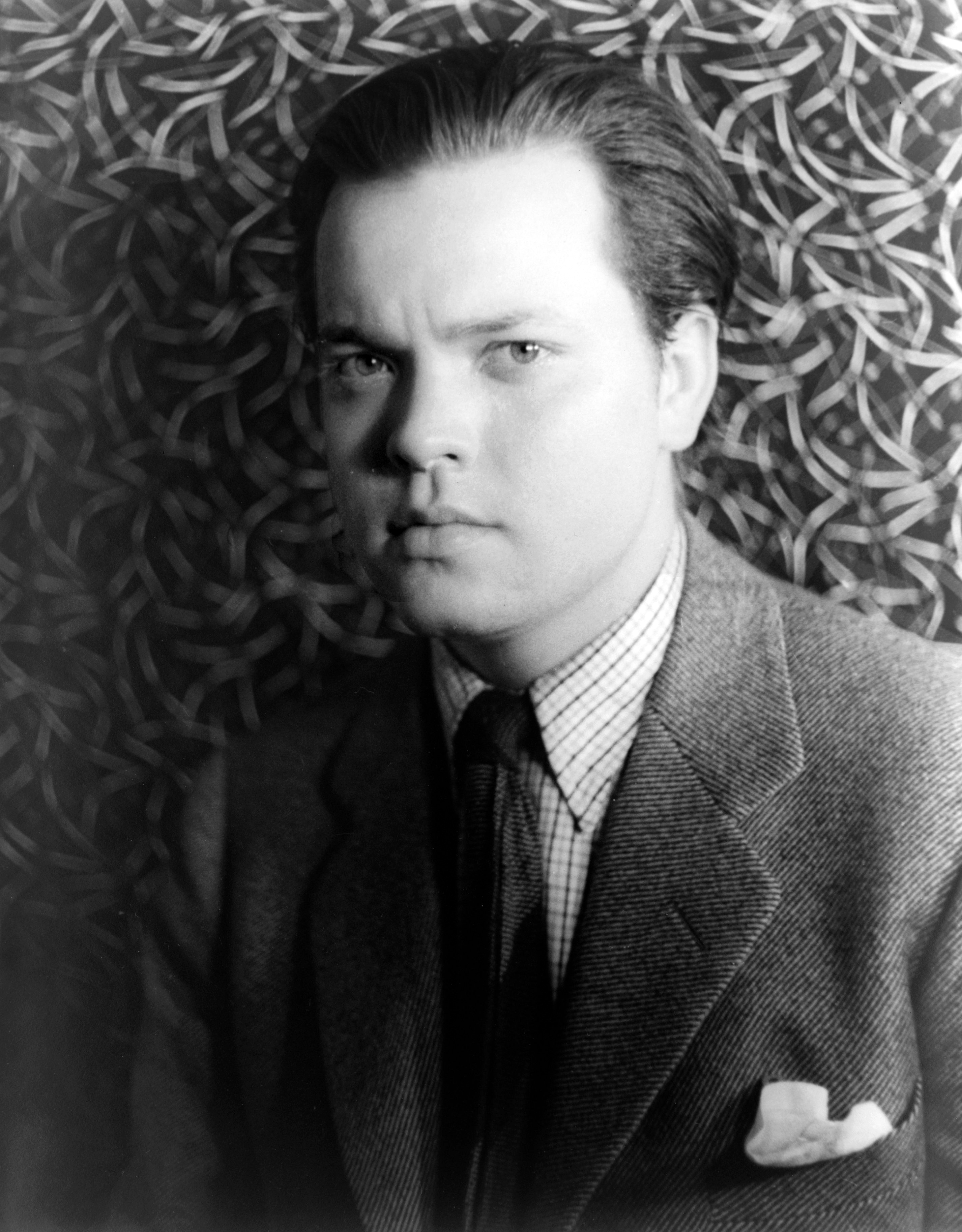
Orson Welles, regizor, actor american
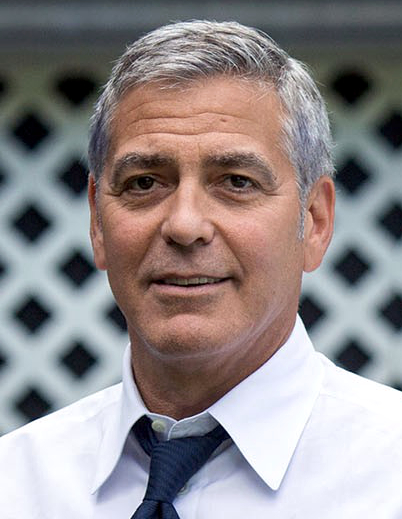
George Clooney, actor american

- 1938: Jean-Michel Cousteau, explorator oceanografic francez
- 1938: Constantin Dimitriu, politician român (d. 2013)
- 1943: Laurențiu Ulici, critic literar român (d. 2000)
- 1945: Constantin Cojocaru, actor român
- 1947: Titus Andrei, realizator român de emisiuni de radio
- 1950: Otumfuo Nana Osei Tutu al II-lea, al 16-lea rege Asantehene al Regatului Ashanti
- 1953: Tony Blair, politician britanic
- 1961: George Clooney, actor american
- 1962: Ioan Vieru, poet, eseist și jurnalist român
- 1968: Maksim Fadeev, cântăreț și compozitor rus
- 1969: Vladimir Filat, politician român din Republica Moldova
- 1976: Cosmin-Cristian Viașu, senator român (d. 2022)
- 1977: Sebastian Colțescu, arbitru român de fotbal
- 1983: Daniel Alves, fotbalist brazilian
- 1989: Dominika Cibulková, tenismenă slovacă
- 1990: Daniel Gómez, scrimer mexican

## Decese
- 1638: Cornelius Jansen, filosof și teolog olandez (n. 1585)
- 1859: Alexander von Humboldt, naturalist și explorator german (n. 1769)
- 1873: José Antonio Páez, general și om politic, președintele Venezuelei (n. 1790)
- 1903: José Jiménez Aranda, pictor spaniol (n. 1837)
- 1910: Regele Eduard al VII-lea al Regatului Unit (n. 1841)
- 1919: Lyman Frank Baum, scriitor american (n. 1856)
- 1924: Carel Steven Adama van Scheltema, poet olandez (n. 1877)
- 1945: Corneliu Georgescu, avocat și politician român (n. 1902)
- 1949: Maurice Maeterlinck, poet belgian, laureat al Premiului Nobel (n. 1862)
- 1950: Daniel Ciugureanu, „prim-ministrul întregitor al Basarabiei” care a înfăptuit Unirea din 27 martie 1918 (n. 1885)

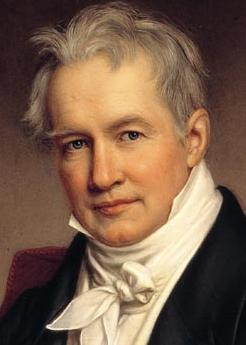
Alexander von Humboldt, naturalist și explorator german
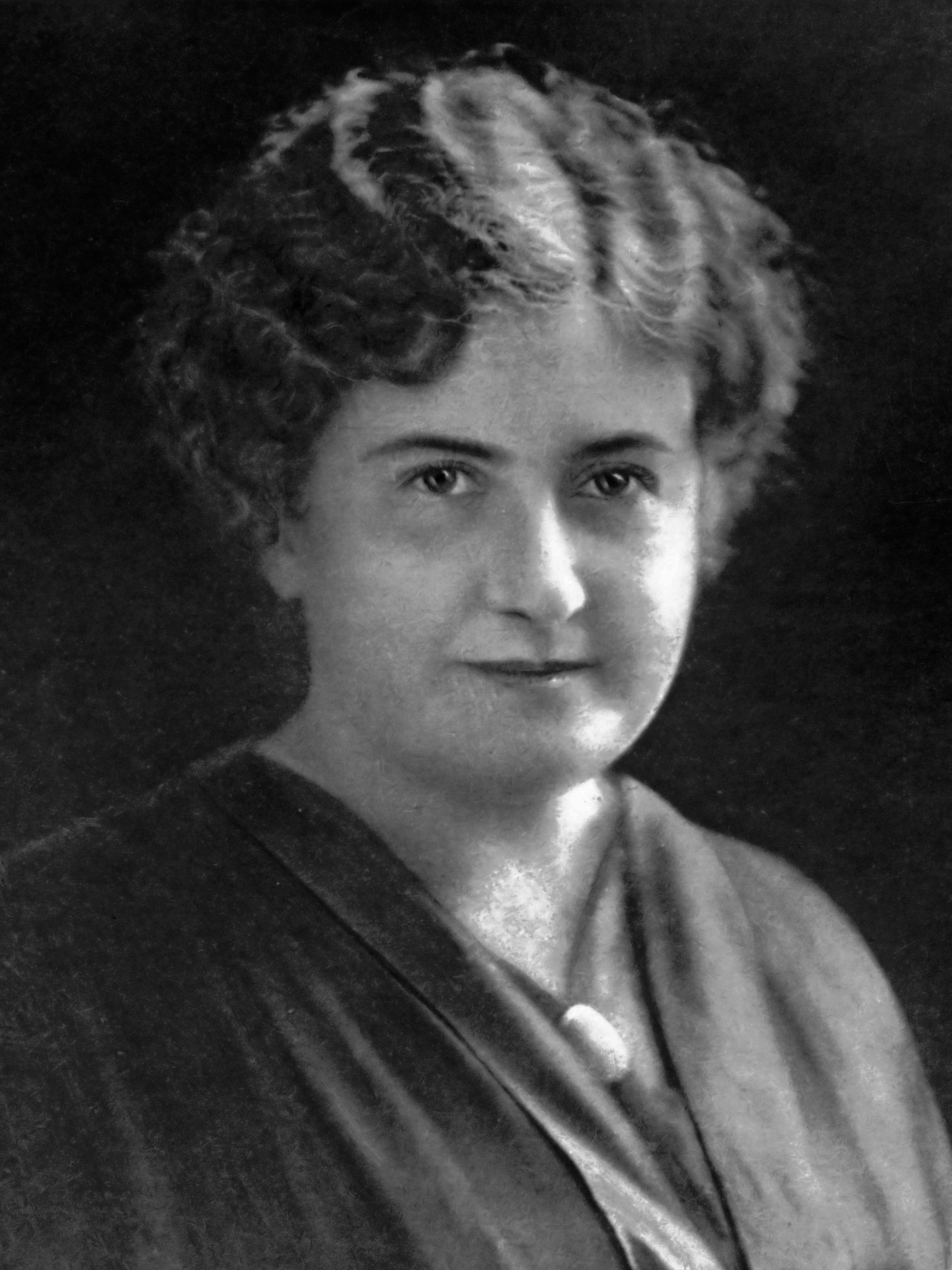
Maria Montessori, medic și pedagog italian
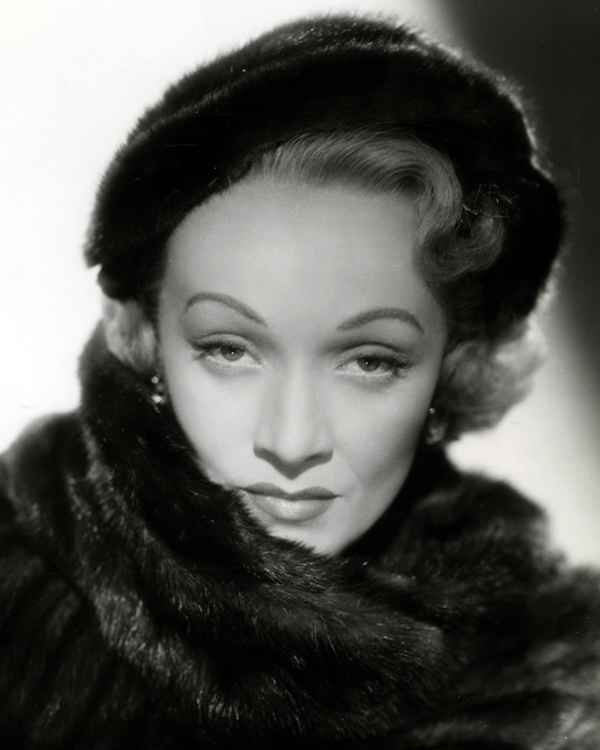
Marlene Dietrich, actriță germană

- 1952: Maria Montessori, medic și pedagog italian (n. 1870)
- 1961: Lucian Blaga, poet, dramaturg, filozof și eseist român (n. 1895)
- 1991: Virgil Calotescu, regizor român (n. 1928)
- 1992: Marlene Dietrich, actriță și cântăreață germană (n. 1900)
- 1994: Moses Rosen, șef al Cultului Mozaic din România (n. 1912)
- 1995: Maria Pia de Saxe-Coburgo e Bragança, pretendentă la tronul Portugaliei (n. 1907)
- 2013: Giulio Andreotti, politician italian, prim-ministru al Italiei (n. 1919)
- 2014: William H. Dana, inginer aerospațial american (n. 1930)
- 2014: Farley Mowat, scriitor și naturalist canadian (n. 1921)
- 2014: Mihai Sin, scriitor român (n. 1942)
- 2016: Patrick Ekeng fotbalist camerunez și fost jucător la Dinamo (n. 1990)
- 2020: Florian Schneider, muzician german (n. 1947)
- 2022: Alan Gillis, om politic irlandez (n. 1936)

## Sărbători
- în calendarul evanghelic-luteran: Frederic al III-lea, elector al Saxoniei